# Michael Morgan (remero)
Michael Dennis Morgan (Sídney, 19 de diciembre de 1946) es un deportista australiano que compitió en remo. Participó en dos Juegos Olímpicos de Verano en los años 1968 y 1972, obteniendo una medalla de plata en México 1968 en la prueba de ocho con timonel.

## Palmarés internacional
| Juegos Olímpicos | Juegos Olímpicos          | Juegos Olímpicos | Juegos Olímpicos |
| Año              | Lugar                     | Medalla          | Prueba           |
| ---------------- | ------------------------- | ---------------- | ---------------- |
| 1968             | Ciudad de México (México) | Medalla de plata | Ocho con timonel |